# Kim Gi-hun
Kim Gi-hun (김기훈?; 14 luglio 1967) è un ex pattinatore di short track sudcoreano.

## Palmarès

### Olimpiadi
- Oro a Albertville 1992 nei 1000 metri.
- Oro a Albertville 1992 nella staffetta 5000 metri.
- Oro a Lillehammer 1994 nei 1000 metri.

### Mondiali
- Oro a Denver 1992.
- Argento a Solihull 1989.
- Argento a Sydney 1991.

### Giochi asiatici
- Oro a Sapporo 1990 nei 1000 metri.
- Oro a Sapporo 1990 nei 1500 metri.
- Oro a Sapporo 1990 nella staffetta 5000 metri.
- Argento a Sapporo 1990 nei 500 metri.
- Bronzo a Sapporo 1986 nei 1500 metri.